# Траяна (албум)
Вижте пояснителната страница за други значения на Траяна.
„Траяна 2012“ е дебютният и единствен албум на певицата Траяна. Издаден е от музикална компания „Пайнер“ през 2012 г. Включва 14 песни. 

## Песни
1. Един на сто
2. Частен случай
3. Вземи ме
4. Свикнала съм
5. Мръсни игри
6. Общи бройки
7. Става горещо
8. Ще ти мине
9. Да те целувам
10. Всяка минута
11. Сваляй всичко
12. Още по-горещо
13. ВИП
14. Още малко[2]

## Видеоклипове
| Видеоклип     | Премиера   | Албум       | Режисьор                |
| ------------- | ---------- | ----------- | ----------------------- |
| Още малко     | 2005       | Траяна 2012 | Николай Скерлев         |
| ВИП           | 08.06.2009 | Траяна 2012 | Людмил Иларионов – Люси |
| Вземи ме      | 11.08.2009 | Траяна 2012 | Людмил Иларионов – Люси |
| Да те целувам | 09.10.2009 | Траяна 2012 | Николай Скерлев         |
| Става горещо  | 17.12.2009 | Траяна 2012 | Йордан Петков           |
| Ще ти мине    | 09.03.2010 | Траяна 2012 | Николай Скерлев         |
| Всяка минута  | 16.06.2010 | Траяна 2012 | Николай Скерлев         |
| Още по-горещо | 09.11.2010 | Траяна 2012 | Николай Скерлев         |
| Свикнала съм  | 17.01.2011 | Траяна 2012 | Николай Скерлев         |
| Общи бройки   | 05.04.2011 | Траяна 2012 | Николай Скерлев         |
| Мръсни игри   | 29.12.2011 | Траяна 2012 | Николай Скерлев         |
| Частен случай | 19.04.2012 | Траяна 2012 | Николай Скерлев         |
| Един на сто   | 29.06.2012 | Траяна 2012 | Костадин Кръстев – Коко |

## ТВ Версии
| Видеоклип     | Албум       | Програма                      |
| ------------- | ----------- | ----------------------------- |
| Става горещо  | Траяна 2012 | Новогодишна програма 2009     |
| Сваляй всичко | Траяна 2012 | Лятна програма „Лятна фиеста“ |
| Всяка минута  | Траяна 2012 | Лятна програма „Лятна фиеста“ |
| Свикнала съм  | Траяна 2012 | Коледна програма на „Коледа“  |
| Общи бройки   | Траяна 2012 | Пролетно парти 2011           |

## Музикални изяви

### Участия в концерти
- 8 години телевизия „Планета“ - изп. „Вземи ме“
- Награди на телевизия „Планета“ за 2009 г. - изп. „Става горещо“
- Награди на списание „Нов фолк“ за 2009 г. - изп. „Ще ти мине“
- 20 години „Пайнер“ - изп. „Става горещо“
- Турне „Планета Дерби“ 2010 (Пловдив) - изп. „Ще ти мине“
- 9 години телевизия „Планета“ - изп. „Още по-горещо“
- Награди на телевизия „Планета“ за 2010 г. - изп. „Свикнала съм“
- Награди на телевизия „Планета“ за 2011 г. - изп. „Мръсни игри“